# Чувалкіпово
Чувалкі́пово (рос. Чувалкипово, башк. Сыуалкип) — село у складі Чишминського району Башкортостану, Росія. Адміністративний центр Чувалкіповської сільської ради.
Населення — 451 особа (2010; 538 у 2002).
Національний склад:
- татари — 90 %